# Kamel Saleh

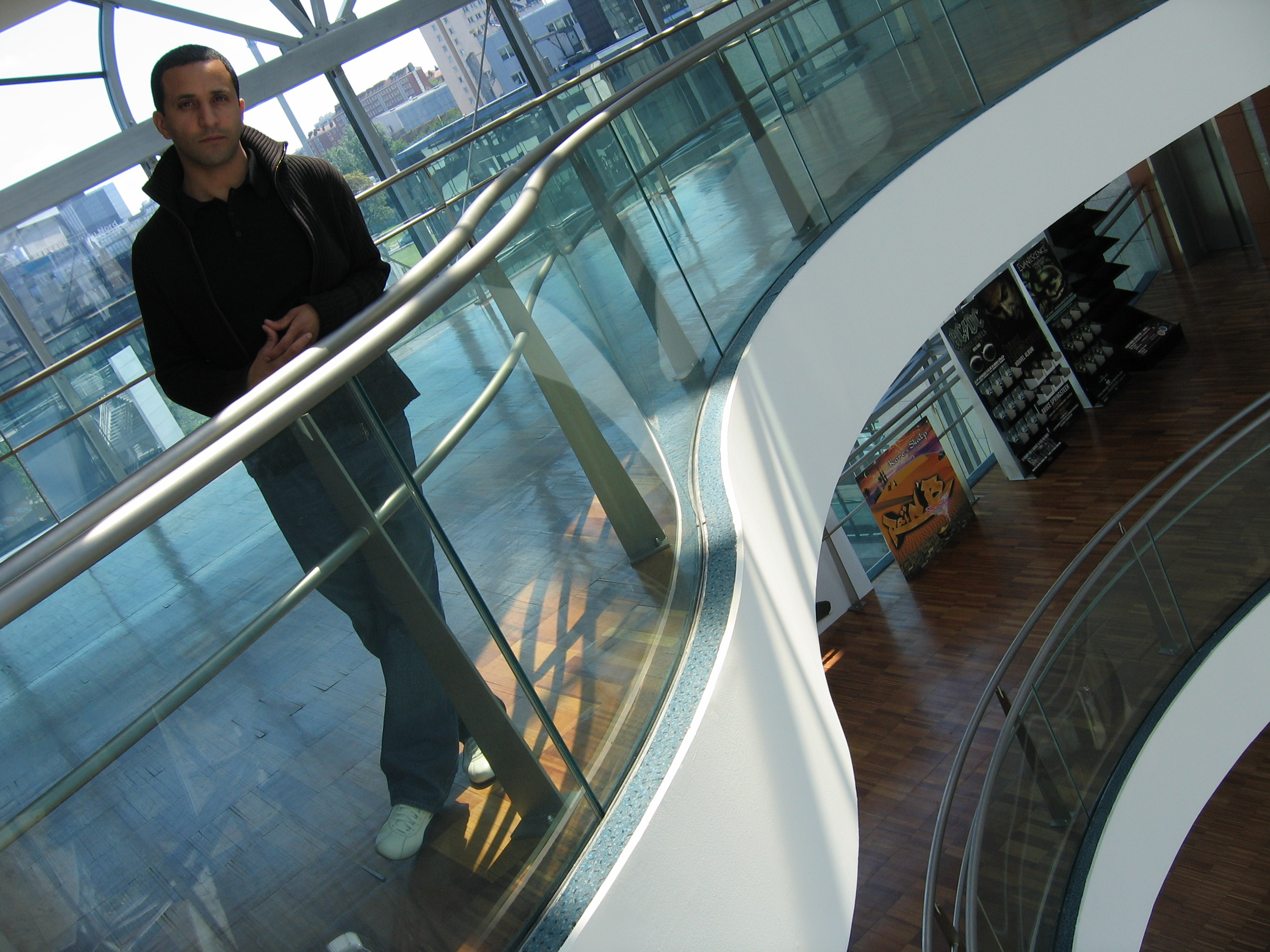
Kamel Saleh, le 11 mai 2005 à Paris, à l'occasion de la sortie de son documentaire Alias Akhenaton.

Kamel Saleh est un réalisateur, scénariste et acteur français né à Marseille.

## Biographie
Il a réalisé le film Comme un aimant sorti en 2000 avec le rappeur Akhenaton, dans lequel il joue le rôle de Cahouette. Il a également joué dans le film Comme une bête de Patrick Schulmann.
Il est aussi à l’origine de nombreux clips musicaux pour le groupe IAM, comme Demain c'est loin, Nés sous la même étoile ainsi que des documentaires, parmi lesquels la biographie d'Akhenaton, ... Alias Akhénaton en 2005.
Son second long métrage, intitulé Plan B , qui se passe de nouveau à Marseille, est sorti en 2010. Produit de façon indépendante, le film raconte la transformation d'une ville et celle d'un quartier.